# Manuel Ferreira (piłkarz)
Manuel Nolo Ferreira (ur. 22 października 1905 w Trenque Lauquen, zm. 29 lipca 1983 w Barcelonie) –argentyński piłkarz, napastnik. Srebrny medalista MŚ 30. Długoletni zawodnik Estudiantes La Plata.
Piłkarzem Estudiantes był w latach 1924–1933 i 1935–1936. W międzyczasie był graczem River Plate. Pełnił funkcję kapitana Argentyny na premierowych mistrzostwach świata w Urugwaju, zagrał w czterech spotkaniach. Z Argentyną brał ponadto udział w igrzyskach w Amsterdamie (srebrny medal) i triumfował w Copa América 1927 oraz Copa América 1929. W kadrze grał w latach 1927–1930, zdobył 11 bramek w 21 meczach.
Obdarzany był także przydomkiem Piloto Olímpico. Zmarł w Hiszpanii.